# Eucereon coeruleocaput
Eucereon coeruleocaput är en fjärilsart som beskrevs av Rothschild 1912. Eucereon coeruleocaput ingår i släktet Eucereon och familjen björnspinnare. Inga underarter finns listade i Catalogue of Life.